# Nomascus concolor
Il gibbone dal ciuffo (Nomascus concolor Harlan, 1826) è un primate appartenente alla famiglia degli Hylobatidae.

## Descrizione
Come tutti i gibboni del genere Nomascus il gibbone dal ciuffo mostra un chiaro dimorfismo sessuale nel colore. I maschi sono completamente neri, tranne pochi peli chiari agli angoli della bocca, e non hanno le macchie chiare sulle guance presenti in altre specie del genere. Esibiscono un caratteristico ciuffo che dà loro il nome in italiano. Il colore delle femmine è tra il giallo e il beige, con macchie nere alla sommità della testa e sul ventre. Scure possono essere anche le estremità delle dita e la regione genitale Le femmine hanno le stesse dimensioni dei maschi. Il peso è tra i 7 e 8 kg.

## Biologia e sviluppo
Come gli altri gibboni è diurno, arboricolo e frugivoro, anche se la dieta può includere foglie e talvolta piccoli animali. L'habitat è costituito dalle foreste e scende  raramente al suolo. Come quasi tutti i gibboni segnala vocalmente il proprio territorio. La gestazione dura circa sette mesi. Il cucciolo, indipendentemente dal sesso, è inizialmente di colore nero. Solo dopo avere raggiunto la maturità sessuale le femmine assumono il loro colore caratteristico.

## Distribuzione e habitat
L'areale del gibbone dal ciuffo comprende la provincia cinese dello Yunnan, le estreme regioni nord-occidentali del Laos e il Vietnam settentrionale.

## Tassonomia
Sono state descritte le seguenti sottospecie:
- N. c. concolor
- N. c. furvogaster
- N. c. jingdongensis
- N. c. lu
- N. c. nasutus

## Conservazione
A causa della distruzione del suo habitat, costituito, come per tutti i gibboni, dalle foreste pluviali tropicali, la specie è stata posta dall'IUCN tra le specie in pericolo critico di estinzione (Critically Endangered).